# Федьковская (Вологодская область)
Федьковская — деревня в Нюксенском районе Вологодской области.
Входит в состав Городищенского сельского поселения, с точки зрения административно-территориального деления — в Городищенский сельсовет.
Расстояние по автодороге до районного центра Нюксеницы — 47 км, до центра муниципального образования Городищны — 7 км. Ближайшие населённые пункты — Струбиха, Верхнее Каменное, Сарафановская.
По переписи 2002 года население — 34 человека (15 мужчин, 19 женщин). Всё население — русские.